# Haverhill (Massachusetts)
Haverhill is een plaats (city) in de Amerikaanse staat Massachusetts, en valt bestuurlijk gezien onder Essex County.

## Demografie
Bij de volkstelling in 2000 werd het aantal inwoners vastgesteld op 58.969.
In 2006 is het aantal inwoners door het United States Census Bureau geschat op 60.176, een stijging van 1207 (2.0%).

## Geografie
Volgens het United States Census Bureau beslaat de plaats een oppervlakte van
92,3 km², waarvan 86,3 km² land en 6,0 km² water. Haverhill ligt op ongeveer 18 m boven zeeniveau.

## Geboren
- Joseph Ruskin (1924-2013), acteur
- Gerald Ashworth (1942), sprinter
- James Rothman (1950), celbioloog en Nobelprijswinnaar (2013)

## Plaatsen in de nabije omgeving
De onderstaande figuur toont nabijgelegen plaatsen in een straal van 16 km rond Haverhill.